# Mark van Eeghen
(en) Statistiques sur pro-football-reference
Mark K. van Eeghen (né le 19 avril 1952 à Cambridge au Massachusetts) est un joueur professionnel américain de football américain. 
Il joue au poste de running back dans la National Football League (NFL) entre 1974 et 1983.

## Biographie
En 1974, van Eeghen est repêché au 74e rang par les Raiders d'Oakland. Un fullback, il commence sa carrière professionnelle derrière Marv Hubbard, également un ancien de l'université Colgate.
Avec l'équipe, van Eeghen se développe comme un bloquer qui facilite un jeu au sol mené par les halfbacks Clarence Davis et Pete Banaszak. Lors des déplacements de l'équipe, il loge avec le futur membre du Pro Football Hall of Fame Dave Casper. En 1977, il mène l'AFC pour les verges au sol. Durant cette saisie, il fait la deuxième équipe All-Pro et participe au Pro Bowl.
Durant son passage avec les Raiders, van Eeghen joue avec onze futurs membres du Temple de la renomée en date de 2024. À son départ en 1982, il mène l'équipe pour le verges au sol dans l'histoire de la franchise. Il termine sa carrière avec les Patriots de la Nouvelle-Angleterre, l'équipe locale de son Massachusetts natal.

## Statistiques
| Année  | Équipe                             | MJ  |      | Courses | Courses | Courses | Courses |       | Passes réceptionnées | Passes réceptionnées | Passes réceptionnées | Passes réceptionnées |  | Fumbles | Fumbles |
| Année  | Équipe                             | MJ  | Nb.  | Yards   | Moy.    | TD      | Nb.     | Yards | Moy.                 | TD                   | Nb.                  | Perdus               |  |         |         |
| 1974   | Raiders d'Oakland                  | 14  | 28   | 139     | 5,0     | 0       | 4       | 33    | 8,3                  | 0                    | 0                    |                      |  |         |         |
| 1975   | Raiders d'Oakland                  | 14  | 136  | 597     | 4,4     | 2       | 12      | 42    | 9,7                  | 1                    | 5                    |                      |  |         |         |
| 1976   | Raiders d'Oakland                  | 14  | 233  | 1 012   | 4,3     | 3       | 17      | 173   | 10,2                 | 0                    | 3                    |                      |  |         |         |
| 1977   | Raiders d'Oakland                  | 14  | 324  | 1 273   | 3,9     | 7       | 15      | 135   | 9,0                  | 0                    | 3                    |                      |  |         |         |
| 1978   | Raiders d'Oakland                  | 16  | 270  | 1 080   | 4,0     | 9       | 27      | 291   | 10,8                 | 0                    | 5                    |                      |  |         |         |
| 1979   | Raiders d'Oakland                  | 16  | 223  | 818     | 3,7     | 7       | 51      | 474   | 9,3                  | 2                    | 3                    |                      |  |         |         |
| 1980   | Raiders d'Oakland                  | 16  | 222  | 838     | 3,8     | 5       | 29      | 259   | 8,9                  | 0                    | 3                    |                      |  |         |         |
| 1981   | Raiders d'Oakland                  | 8   | 39   | 150     | 3,8     | 2       | 7       | 60    | 8,6                  | 0                    | 0                    |                      |  |         |         |
| 1982   | Patriots de la Nouvelle-Angleterre | 9   | 82   | 386     | 4,7     | 0       | 2       | 14    | 7,0                  | 1                    | 2                    |                      |  |         |         |
| 1983   | Patriots de la Nouvelle-Angleterre | 15  | 95   | 358     | 3,8     | 2       | 10      | 102   | 10,2                 | 0                    | 1                    |                      |  |         |         |
| Totaux | Totaux                             | 136 | 1652 | 6 651   | 4,0     | 37      | 174     | 1583  | 9,1                  | 4                    | 25                   |                      |  |         |         |

| Année  | Équipe                             | MJ |     | Courses | Courses | Courses | Courses |       | Passes réceptionnées | Passes réceptionnées | Passes réceptionnées | Passes réceptionnées |  | Fumbles | Fumbles |
| Année  | Équipe                             | MJ | Nb. | Yards   | Moy.    | TD      | Nb.     | Yards | Moy.                 | TD                   | Nb.                  | Perdus               |  |         |         |
| 1974   | Raiders d'Oakland                  | 2  | 0   | 0       | -       | 0       | 0       | 0     | -                    | 0                    | 0                    | 0                    |  |         |         |
| 1975   | Raiders d'Oakland                  | 2  | 1   | 3       | 3,0     | 0       | 0       | 0     | -                    | 0                    | 0                    | 0                    |  |         |         |
| 1976   | Raiders d'Oakland                  | 3  | 51  | 178     | 3,5     | 1       | 2       | 22    | 11,0                 | 0                    | 1                    |                      |  |         |         |
| 1977   | Raiders d'Oakland                  | 2  | 39  | 147     | 3,8     | 0       | 4       | 47    | 11,8                 | 0                    | 1                    |                      |  |         |         |
| 1980   | Raiders d'Oakland                  | 4  | 72  | 251     | 3,5     | 4       | 4       | 44    | 11,0                 | 0                    | 1                    |                      |  |         |         |
| 1982   | Patriots de la Nouvelle-Angleterre | 1  | 1   | 9       | 9,0     | 0       | 1       | 5     | 5,0                  | 0                    | 0                    | 0                    |  |         |         |
| Totaux | Totaux                             | 14 | 172 | 619     | 3,6     | 4       | 11      | 118   | 10,7                 | 0                    | 3                    |                      |  |         |         |